# László Németh
László Németh (Baia Mare, 18 aprile 1901 – Budapest, 3 marzo 1975) è stato uno scrittore ungherese.

## Biografia
Iniziò la sua attività aderendo al gruppo letterario della rivista Nyugat (Occidente). Nel 1932, forte di questa esperienza, fondò la rivista Il testimone, che redasse e scrisse da solo fino al 1935, diventando punto di riferimento per i letterati populisti dell'epoca. Aderì appassionatamente al socialismo qualitativo, che si rifaceva alle idee contemporanee dei filosofi irrazionalisti come Spengler. 
Produsse tutta una serie di saggi di vario argomento, da letterari a storici, politici e culturali, come In minoranza, del 1939; La rivoluzione della qualità, del 1941; La missione degli intellettuali, del 1943; che all'epoca suscitarono non poche polemiche.
Le sue opere, soprattutto i romanzi e i lavori teatrali ebbero molta fortuna all'estero. Nel 1965 vinse il Premio Herder.

## Drammi
- Bodnárné (1931)
- József
- Gergely
- Villámfénynél
- Pusztuló magyarok (1936-1946)
- Papucshős (1938)
- Erzsébet-nap (1940-46)
- Széchenyi (1946)
- Eklézsia-megkövetés (1946)
- Husz János (1948)
- Galilei (1953)
- Az áruló (1954)
- Petőfi Mezoberényben (1954)
- Apáczai (1955)
- A két Bolyai (1961)
- Csapda
- Gandhi halála
- Négy próféta - versi
- Utazás (1961)
- Nagy család
- Harc a jólét ellen (1964)

## Saggi
- A minőség forradalma (1940)
- Készülődés (1941)
- Kisebbségben (1942)
- Sajkódi esték (1961)
- A kísérletező ember (1963)